# Nasza Basia Kochana
Nasza Basia Kochana – polski zespół muzyczny z kręgu poezji śpiewanej.
Nazwa grupy została zaczerpnięta od imienia przyjaciółki zespołu Barbary Bołtuckiej, obecnie zamieszkałej w Australii.
Grupa została założona w roku 1975 podczas Giełdy Piosenki Studenckiej w Szklarskiej Porębie. Muzycy pochodzili z różnych miejsc w Polsce, kompozycje powstawały więc korespondencyjnie. W roku 1976 zespół zdobył główną nagrodę na XIII Festiwalu Piosenki i Piosenkarzy Studenckich w Krakowie wykonując utwory: „Za szybą” (… „całkiem spokojnie wypiję trzecią kawę”) i „Sambę Sikoreczkę”. W 1978 r. Nasza Basia Kochana wystąpiła w koncercie „Debiuty” Festiwalu Polskiej Piosenki w Opolu, a w grudniu 1980 roku nagrała płytę długogrającą, przy której powstaniu współpracowali muzycy jazzowi, tacy jak: Krzesimir Dębski, Zbigniew Jaremko, Janusz Skowron i inni.

## Skład
- Jerzy Filar – śpiew, gitara akustyczna
- Wacław Juszczyszyn – gitary, śpiew
- Andrzej Pawlukiewicz – fortepian, śpiew
- Jerzy Rybiewski – śpiew
- Waldemar Wiśniewski – śpiew
- Maria Pawlukiewicz – śpiew
- Jacek Cygan – kierownictwo literackie

Podczas koncertów, sesji nagraniowych, czy też zwyczajnych spotkań, Naszą Basię Kochaną wspomagali przyjaciele ze środowiska studenckiego: Maryla Ochimowska, Elżbieta Adamiak, Barbara Sobolewska, Grażyna Auguścik, Halina, Małgorzata i Adam Cichoccy, Wojciech Jarociński, Stanisław Szczyciński, Jacek Rutkowski, Mirosław Petryga, Wojciech Laskowski, Czesław Wilczyński, Krzysztof Szczucki, Grzegorz Bukała, Rudi Schuberth, Wojciech Bellon, Andrzej Poniedzielski, a w późniejszym okresie tacy muzycy jak: Grażyna Łobaszewska, Ryszard Sygitowicz, Krzysztof Ścierański i wielu innych.